# Atri (hinduisme)
En la mitologia hinduista, Atri és un llegendari bard i erudit, fill del déu Brama. És un dels sapta rixis (set grans savis) en el seté manuantara (‘dins [d'un] Manu’, o siga ‘en el lapse que dura la vida d'un Manu').
- atri, en el sistema AITS (alfabet internacional per a la transliteració del sànscrit).
- अत्रि, en escriptura devanagari del sànscrit.

## Brahmarshi Atri
L'atri-gotra (llinatge d'Atri) prové dels fills del brahmarshi Atri amb Anasuia Devi.
Atri era el vident del cinqué mana-la (llibre) del Rigveda.
Va tenir alguns fills: Soma, Datta i Durvasa, que es creia que eren encarnacions del trimurti (‘tres formes') Brama, Vixnu i Rudra, respectivament.
Aquests tres déus van enviar benediccions per Atri cap a la seua esposa Anusuia Devi per ajudar que el sol isqués per l'est cada dia.

### Atri, un sapta rixi
Els hinduistes creuen que Atri és l'estel que a Occident es diu Megrez. És la δ (delta) —o siga, la quarta estrela— en la constel·lació de l'Ossa Major.

### Vident del Rig-veda
Atri fou el vident del cinqué mandala (llibre) del Rigveda.
Tingué fills i deixebles que van contribuir a recopilar el Rigveda i altres texts vèdics.

## Hagiografia
Atri Maharixi és un dels deu fills mentals del déu creador Brama i el primer dels sapta rixis. L'esposa d'Atri era Anasuia Devi, filla de Kardama, personificació de la castedat.

## El seu rol en el Mahabharata
Atri apareix en la història del Mahabharata. En els 18 dies de la Guerra de Kurukshetra, el savi Drona Acaria dirigeix els exèrcits dels Kaurava, després de la caiguda de l'avi Bhisma. Dronacaria lluita feroçment. Hi hagué milers de soldats ferits i morts. Els crits de dolor omplien els cels, la sang fluïa pel camp de batalla. Els cadàvers s'apilaven i proveïen d'aliment a les aus carronyeres. En aquesta carnisseria cruel, Drona estava dempeus com un heroi embogit.
En aquest moment, el just Iudistira —a instàncies del rei Krisna— va dir la mentida que Ashuathama (un elefant anomenat igual que el fill de Drona) havia mort. Això posà Drona totalment fora de si. Perdé tot desig de viure i embogí d'ira. Això terroritzà tant els del seu bàndol com els enemics. El savi Atri se sentia molt preocupat, perquè si Drona continuava aquesta massacre, la destrucció seria enorme. Atri (l'estrela de l'Ossa Major) baixà al camp de batalla amb les seues sis estreles companyes. Atri se sentia apesarat per Drona i li va parlar per consolar-lo: «Benvolgut amic, tot el que has fet està en contra del dharma. La millor prova d'això és aquesta guerra en què t'has involucrat. Ja h'hi ha prou. Atura aquesta matança. Tu ets un home just i bo. Aquest acte no s'acorda amb el teu estatus. Ets un erudit del vedanta per excel·lència. Ets un braman i has de practicar el dharma. Aquests actes cruels no van amb tu. Abandona les armes, i pensa en el gloriós sanatana dharma. Posa fi a aquesta matança insensata». Quan Atri digué això, Drona Acaria decidí deixar les armes i parar de matar. Abandonà el seu caràcter iracund i el seu sentit de revenja, i el seu cor es tornà pur. Segué en una postura iòguica i començà a meditar, sense sentir els crits de dolor i els assassinats que l'envoltaven. Quin gran canvi! Es concentrà en el senyor Vixnu i tancà els ulls per sempre més. Deixà el cos i va viatjar cap a Vixnu. Si Atri no hagués convençut a Drona, aquest hagués fet una destrucció total. Per això s'entén que l'amable naturalesa del savi Atri ajudà a salvar molts éssers humans.